# Sitanion hansenii
Sitanion hansenii är en gräsart som först beskrevs av Frank Lamson Scribner, och fick sitt nu gällande namn av Jared Gage Smith. Sitanion hansenii ingår i släktet Sitanion och familjen gräs. Inga underarter finns listade i Catalogue of Life.